# Campeonato Mundial de Handebol Feminino de 1962
O Campeonato Mundial de Handebol Feminino de 1962 foi a 2ª edição do Campeonato Mundial de Handebol Feminino. Foi disputado na Romênia de 7 a 15 de julho de 1962, organizado pela Federação Internacional de Handebol (IHF) e pela Federação Romena de Handebol.

## Qualificação
Sede
- Romênia

Campeã do Campeonato Mundial de Handebol Feminino de 1957
- Checoslováquia

Qualificada da Ásia
- Japão

Qualificadas da Europa
- Alemanha Ocidental
- Dinamarca
- Hungria
- Iugoslávia
- Polônia
- União Soviética

## Fase Preliminar
|  | Qualificadas para a Segunda Fase |
|  | Disputa de 7° ao 9° lugares      |

### Grupo A
| Pos | Equipe             | Pts | J | V | E | D | GP | GC | SG  |
| --- | ------------------ | --- | - | - | - | - | -- | -- | --- |
| 1   | Checoslováquia     | 3   | 2 | 1 | 1 | 0 | 23 | 12 | +11 |
| 2   | União Soviética    | 2   | 2 | 1 | 0 | 1 | 16 | 24 | −8  |
| 3   | Alemanha Ocidental | 1   | 2 | 0 | 1 | 1 | 15 | 18 | −3  |

| 07 de Julho | União Soviética | 11–8 | Alemanha Ocidental | Ploiești |
| 07 de Julho | (7–6)           |      |                    | Ploiești |
| 07 de Julho |                 |      |                    | Ploiești |

| 08 de Julho | Checoslováquia | 7–7 | Alemanha Ocidental | Ploiești |
| 08 de Julho | (1–3)          |     |                    | Ploiești |
| 08 de Julho |                |     |                    | Ploiești |

| 09 de Julho | Checoslováquia | 16–5 | União Soviética | Ploiești |
| 09 de Julho | (6–1)          |      |                 | Ploiești |
| 09 de Julho |                |      |                 | Ploiești |

### Grupo B
| Pos | Equipe    | Pts | J | V | E | D | GP | GC | SG  |
| --- | --------- | --- | - | - | - | - | -- | -- | --- |
| 1   | Dinamarca | 4   | 2 | 2 | 0 | 0 | 20 | 11 | +9  |
| 2   | Hungria   | 2   | 2 | 1 | 0 | 1 | 21 | 16 | +5  |
| 3   | Japão     | 0   | 2 | 0 | 0 | 2 | 15 | 29 | −14 |

| 07 de Julho | Hungria | 17–8 | Japão | Brasov |
| 07 de Julho | (11–5)  |      |       | Brasov |
| 07 de Julho |         |      |       | Brasov |

| 08 de Julho | Dinamarca | 8–4 | Hungria | Brasov |
| 08 de Julho | (5–1)     |     |         | Brasov |
| 08 de Julho |           |     |         | Brasov |

| 09 de Julho | Dinamarca | 12–7 | Japão | Sibiu |
| 09 de Julho | (7–4)     |      |       | Sibiu |
| 09 de Julho |           |      |       | Sibiu |

### Grupo C
| Pos | Equipe     | Pts | J | V | E | D | GP | GC | SG |
| --- | ---------- | --- | - | - | - | - | -- | -- | -- |
| 1   | Romênia    | 3   | 2 | 1 | 1 | 0 | 12 | 7  | +5 |
| 2   | Iugoslávia | 3   | 2 | 1 | 1 | 0 | 8  | 5  | +3 |
| 3   | Polônia    | 0   | 2 | 0 | 0 | 2 | 6  | 14 | −8 |

| 07 de Julho | Romênia | 9–4 | Polônia | Bucareste |
| 07 de Julho | (4–3)   |     |         | Bucareste |
| 07 de Julho |         |     |         | Bucareste |

| 08 de Julho | Iugoslávia | 5–2 | Polônia | Bucareste |
| 08 de Julho | (3–1)      |     |         | Bucareste |
| 08 de Julho |            |     |         | Bucareste |

| 09 de Julho | Romênia | 3–3 | Iugoslávia | Bucareste |
| 09 de Julho | (2–1)   |     |            | Bucareste |
| 09 de Julho |         |     |            | Bucareste |

## Disputa de 7° ao 9° lugares
|  | Classificação 7° lugar |
|  | Classificação 8° lugar |
|  | Classificação 9° lugar |

| Pos | Equipe             | Pts | J | V | E | D | GP | GC | SG  |
| --- | ------------------ | --- | - | - | - | - | -- | -- | --- |
| 1   | Polônia            | 4   | 2 | 2 | 0 | 0 | 21 | 14 | +7  |
| 2   | Alemanha Ocidental | 2   | 2 | 1 | 0 | 1 | 19 | 11 | +8  |
| 3   | Japão              | 0   | 2 | 0 | 0 | 2 | 16 | 31 | −15 |

| 11 de Julho | Polônia | 16–10 | Japão | Ploiești |
| 11 de Julho | (7–5)   |       |       | Ploiești |
| 11 de Julho |         |       |       | Ploiești |

| 12 de Julho | Alemanha Ocidental | 15–6 | Japão | Ploiești |
| 12 de Julho | (7–1)              |      |       | Ploiești |
| 12 de Julho |                    |      |       | Ploiești |

| 13 de Julho | Polônia | 5–4 | Alemanha Ocidental | Ploiești |
| 13 de Julho | (3–3)   |     |                    | Ploiești |
| 13 de Julho |         |     |                    | Ploiești |

## Segunda Fase
|  | Classificado para final                               |
|  | Disputam o jogo de classificação para 3° e 4° lugares |
|  | Disputam o jogo de classificação para 5° e 6° lugares |

### Grupo 1
| Pos | Equipe         | Pts | J | V | E | D | GP | GC | SG |
| --- | -------------- | --- | - | - | - | - | -- | -- | -- |
| 1   | Romênia        | 4   | 2 | 2 | 0 | 0 | 16 | 10 | +6 |
| 2   | Checoslováquia | 2   | 2 | 1 | 0 | 1 | 9  | 12 | −3 |
| 3   | Hungria        | 0   | 2 | 0 | 0 | 2 | 12 | 15 | −3 |

| 11 de Julho | Romênia | 9–7 | Hungria | Bucareste |
| 11 de Julho | (4–4)   |     |         | Bucareste |
| 11 de Julho |         |     |         | Bucareste |

| 12 de Julho | Checoslováquia | 6–5 | Hungria | Bucareste |
| 12 de Julho | (4–3)          |     |         | Bucareste |
| 12 de Julho |                |     |         | Bucareste |

| 13 de Julho | Romênia | 7–3 | Checoslováquia | Bucareste |
| 13 de Julho | (3–1)   |     |                | Bucareste |
| 13 de Julho |         |     |                | Bucareste |

### Grupo 2
| Pos | Equipe          | Pts | J | V | E | D | GP | GC | SG  |
| --- | --------------- | --- | - | - | - | - | -- | -- | --- |
| 1   | Dinamarca       | 4   | 2 | 2 | 0 | 0 | 17 | 9  | +8  |
| 2   | Iugoslávia      | 2   | 2 | 1 | 0 | 1 | 15 | 12 | +3  |
| 3   | União Soviética | 0   | 2 | 0 | 0 | 2 | 9  | 20 | −11 |

| 11 de Julho | Iugoslávia | 10–5 | União Soviética | Brasov |
| 11 de Julho | (3–2)      |      |                 | Brasov |
| 11 de Julho |            |      |                 | Brasov |

| 12 de Julho | Dinamarca | 10–4 | União Soviética | Brasov |
| 12 de Julho | (6–1)     |      |                 | Brasov |
| 12 de Julho |           |      |                 | Brasov |

| 13 de Julho | Dinamarca | 7–5 | Iugoslávia | Brasov |
| 13 de Julho | (3–4)     |     |            | Brasov |
| 13 de Julho |           |     |            | Brasov |

## Fase Final

### Decisão do 5º lugar
| 14 de Julho | Hungria            | 12–10 (Pro) | União Soviética | Bucareste |
| 14 de Julho | (7–5)              |             |                 | Bucareste |
| 14 de Julho |                    |             |                 | Bucareste |
| 14 de Julho | 2T: 10–10 Pro: 2–0 |             |                 | Bucareste |

### Decisão do 3º lugar
| 15 de Julho | Checoslováquia | 6–5 | Iugoslávia | Bucareste |
| 15 de Julho | (5–2)          |     |            | Bucareste |
| 15 de Julho |                |     |            | Bucareste |

### Final
| 15 de Julho | Romênia | 8–5 | Dinamarca | Bucareste |
| 15 de Julho | (5–2)   |     |           | Bucareste |
| 15 de Julho |         |     |           | Bucareste |

## Classificação Final
| Rank | Seleções           |
| ---- | ------------------ |
|      | Romênia            |
|      | Dinamarca          |
|      | Checoslováquia     |
| 4    | Iugoslávia         |
| 5    | Hungria            |
| 6    | União Soviética    |
| 7    | Polônia            |
| 8    | Alemanha Ocidental |
| 9    | Japão              |

|  | Classificada para o Campeonato Mundial de Handebol Feminino de 1965 |

| Campeãs Mundiais Femininas de Handebol 1962 Romênia Primeiro Título Elenco: Liliana Borcea, Ana Starck, Edeltraut Franz, Iuliana Naco, Aurelia Szoke-Sălăgeanu, Constanţa Dumitraşcu, Antoaneta Oţelea-Vasile, Felicia Gheorghiţă, Irina Nagy, Cornelia Constantinescu, Aurora Leonte-Niculescu, Iozefina Ugron, Martina Constantinescu-Scheip, Elena Hedesiu, Victoria Dumitrescu, Ana Nemetz. Treinadores: Constantin Popescu, Niculae Nedeff |

## Ligações Externas
- International Handball Federation.info (em inglês)